# Аратес
Аратес (арм. Արատես) — село в Вайоцдзорской области Армении.

## География
Село расположено в северной части марза, в долине реки Аратес, на расстоянии 17 километров (по прямой) к северо-востоку от города Ехегнадзор, административного центра области. Абсолютная высота — 2000 метров над уровнем моря.
Климат
Климат характеризуется как умеренно холодный, влажный (Dfb в классификации климатов Кёппена). Среднегодовая температура воздуха составляет 7,8 °C. Средняя температура самого холодного месяца (января) составляет −4,4 °С, самого жаркого месяца (июля) — 19,4 °С. Расчётная многолетняя норма атмосферных осадков — 444 мм. Наибольшее количество осадков выпадает в мае (75 мм).

## Население
| Год переписи | Население          | Население          | Население          | Население            | Население            | Население            |
| Год переписи | Наличное население | Наличное население | Наличное население | Постоянное население | Постоянное население | Постоянное население |
| Год переписи | Всего              | Мужчины            | Женщины            | Всего                | Мужчины              | Женщины              |
| ------------ | ------------------ | ------------------ | ------------------ | -------------------- | -------------------- | -------------------- |
| 2001         | 0                  | 0                  | 0                  | 0                    | 0                    | 0                    |
| 2011         | 0                  | 0                  | 0                  | 0                    | 0                    | 0                    |

| Год  | Численность | Численность |
| ---- | ----------- | ----------- |
| 2011 | 0           |             |